# Binabo Julu
Binabo Julu is een bestuurslaag in het regentschap Padang Lawas van de provincie Noord-Sumatra, Indonesië. Binabo Julu telt 458 inwoners (volkstelling 2010).